# Corpus alienum
Corpus alienum (meervoud: corpora aliena) of vreemd lichaam is een term uit de fysiologie en geneeskunde die duidt op een voorwerp dat zich in een lichaam bevindt, maar daar oorspronkelijk niet thuishoort. Vaak zijn dit voorwerpen van buiten het lichaam die (per ongeluk of expres) zijn ingeslikt of in het lichaam worden gestoken/geschoten. Inwendige prothesen zijn strikt genomen ook corpora aliena.

## Bij mensen
Corpora aliena bevinden zich meestal in de ogen, oren, neus, luchtwegen of endeldarm. Ze kunnen zich bevinden in holle organen (zoals ingeslikte voorwerpen) of weefsel (zoals voorwerpen die in de huid worden geprikt of geschoten). Ze kunnen irritatie veroorzaken die zich kan uitbreiden naar een ontsteking en oplopen van littekens. Ook kan een corpus alienum een infectie in het lichaam veroorzaken. Verder kunnen ze bepaalde delen van het lichaam afsluiten (zoals de luchtwegen), of giftig zijn.

## Corpus alienum in het oog
Vuiltjes kunnen in het oog waaien of erin vallen (bijvoorbeeld bij monteurs die onder een auto werken). Deze kunnen meestal weggeveegd of weggespoeld worden. Lastiger zijn de deeltjes die bij lassen en slijpen in het oog vliegen, deze hebben een zekere snelheid en zijn vaak heet waardoor ze vastzitten in het oog en door een arts moeten worden verwijderd.
Nog gevaarlijker zijn de deeltjes die bij hakken en bikken in het oog komen omdat deze vaak meer energie hebben en door de oogwand heen in het binnenste van het oog kunnen terechtkomen. Dit wordt niet altijd opgemerkt en kan dan ernstige gevolgen hebben. Een bezoek aan de oogarts is nodig bij twijfel.

## Corpus alienum in de luchtwegen
Meestal het gevolg van verslikken. Berucht is de gewoonte om pinda's in de lucht te gooien en ze dan op te vangen in de mond. Meestal in de rechter hoofdbronchus die wat rechter naar beneden loopt dan de linker.

## Corpus alienum in het oor
Hierbij gaat het meestal om gevolgen van experimenteren (kleuters, bijvoorbeeld besjes), peuteren (volwassenen, plukjes watten van wattenstaafjes, dopjes van pennen en brillenpoten) of insecten (vliegjes of kevertjes, oorwurmen zijn veel zeldzamer).

## Corpus alienum in de neus
Hierbij betreft het vrijwel uitsluitend kraaltjes e.d. bij kleuters. Soms is het voorwerp goed te zien, als het niet wordt opgemerkt gaat het na enige tijd (weken) erg stinken.

## Corpus alienum in anus/endeldarm
Hierbij gaat het vaak om voorwerpen betrokken bij seksuele experimenten die verkeerd aflopen.

## Ingeslikte voorwerpen
Zowel kinderen als volwassenen kunnen problemen krijgen als er een corpus alienum in hun lichaam zit. Jonge kinderen zijn van nature nieuwsgierig en stoppen vaak kleine voorwerpen in hun mond, oren en neus, met alle gevolgen van dien. Volwassenen kunnen per ongeluk niet eetbare dingen inslikken of inademen, die vervolgens vast komen te zitten in de keel. Gevangenen en psychiatrische patiënten slikken weleens oneetbare voorwerpen in, ook grote, zoals hele lepels.
De meeste voorwerpen die worden ingeslikt verlaten uiteindelijk het lichaam weer via de anus. Slechts zelden hoeft er te worden ingegrepen omdat een voorwerp echt een gevaar vormt. Bij twijfel zal een arts een röntgenfoto maken om te zien of een voorwerp zich helemaal door het darmkanaal heen heeft gewerkt. Indien een ingeslikt corpus alienum potentieel wel schadelijke gevolgen heeft, (scherpe voorwerpen, batterijtjes) wordt het meestal door middel van een endoscopie of operatief verwijderd.

## Bij dieren

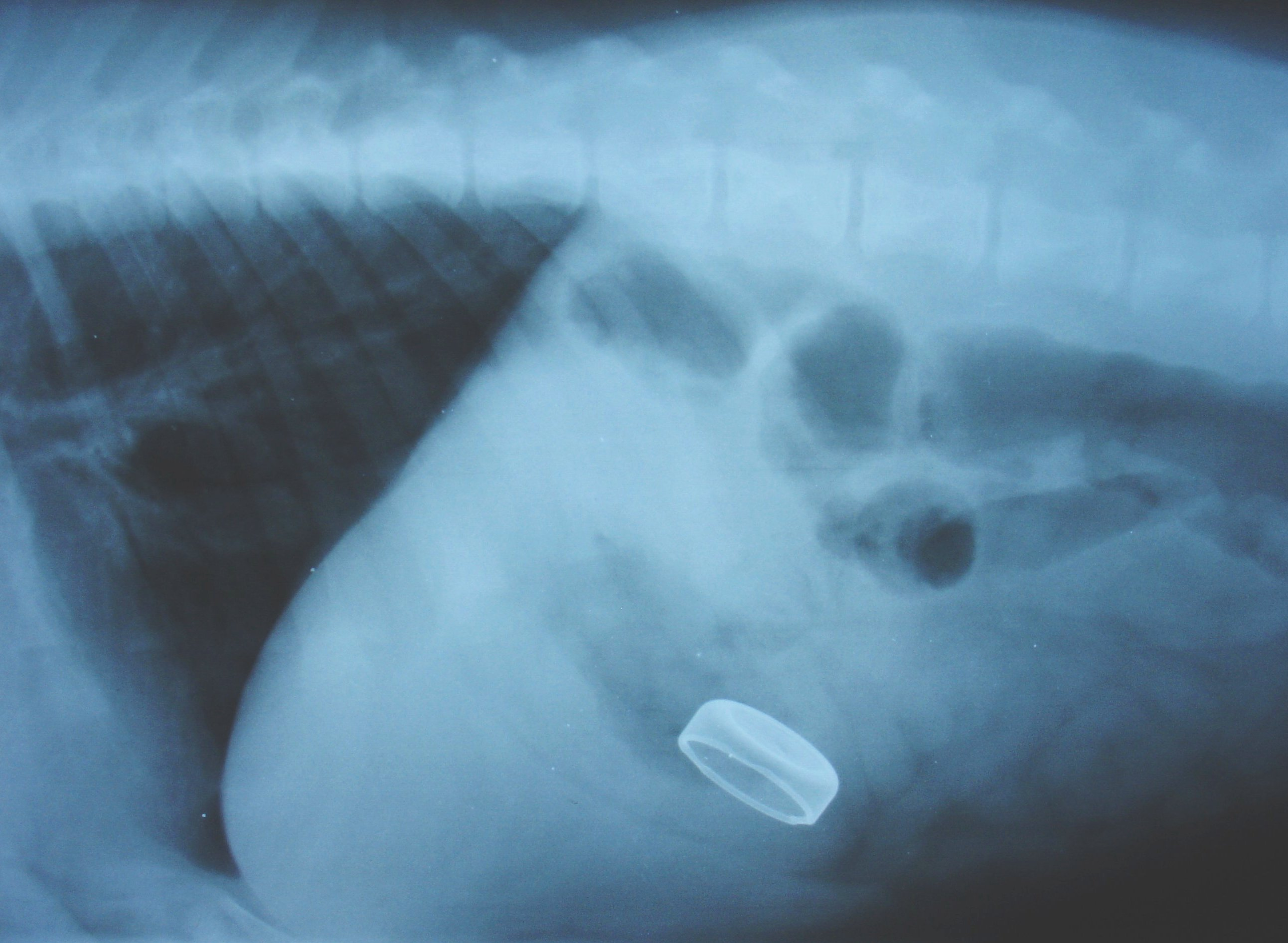
Een flessendop ingeslikt door een hond

Corpora aliena zijn eigenlijk een standaard verschijnsel bij dieren, vooral honden en katten. Honden bijten op van alles zoals speelgoed, botten en andere voorwerpen waar voedselresten opzitten of die naar voedsel ruiken. Honden kunnen relatief grote voorwerpen inslikken. Wel kan een voorwerp vast komen te zitten in de maag omdat het te groot is om het maagportier te passeren. Symptomen van een corpus alienum bij een dier zijn overgeven, pijn en depressie door uitdroging. Ook kan er buikvliesontsteking optreden. Indien de situatie verslechtert kan een dierenarts ingrijpen door het voorwerp, net als bij mensen, endoscopisch of zelfs operatief te verwijderen.
Bepaalde corpora aliena bij dieren zijn problematisch. Botten of voorwerpen met scherpe hoeken kunnen scheuren in de slokdarm, maag en darmen veroorzaken. Muntjes van zink die worden ingeslikt kunnen zinkvergiftiging tot gevolg hebben.
Plastic afval in de maag van vissen en andere zeedieren is een groot probleem. Zie ook het lemma plasticsoep.

## In machines
Mensen die vaak met machines werken gebruiken soms ook de term 'vreemd lichaam' om onwelkome voorwerpen in een machine te omschrijven, zoals:
- Vissen en drijvend hout in een pomp.
- Een afgebroken peilstok in het oliesysteem van een motor.
- Vogels in een vliegtuigmotor.